# Стилбит
Стилбитът (десмин) (Stilbite, Desmine) е минерал от стилбитовата група, клас силикати, с химична формула (NaCa2)Al2Si7O18.7H2O. Химическият му състав е изменчив. Има приблизителен състав от калциев окис (СаО) - 7-9%, алуминиев окис (Аl2O3) - 16-18%, силициев двуокис (SiO2) - 55-61%, вода (Н2О) - 16,5-19%.
Съществуват две разновидности на стилбита:
- Единият се отбелязва като стилбит-Са с повишено съдържание на калций и има химична формула NaCa4(Al9Si27O72).nH2O.
- Другият вид е стилбит-Na с повишено съдържание на натрий и химична формула Na3Ca3(Al8Si28O72).nH2O.

Визуално двата вида са неразличими.
Стилбитът спада към голямата група на минерали със зеолитови свойства, към която се включват около 40 природни минерала. Както и останалите, той е алуминосиликат, съдържащ водни молекули, които могат да бъдат отстранени без да се наруши кристалната му структура. Водните молекули, заедно с алкалните и алкалоземните катиони, се разполагат в големите празнини в структурата.
Стилбитът е получил наименованието си от бисерния блясък по цепителните си повърхности. Синонимът десмин се използва заради сноповидните му кристали и агрегати.

## Морфология
Стилбитът е нискотемпературен минерал, който се среща обикновено заедно с други зеолити и халцедон в порите и пукнатините на различни вулканични породи от типа на андезит, базалт и различни метаморфни скали. Той е типичен хидротермален минерал и е един от последно образуващите се зеолити. Може да създава големи красиви кристални форми с размери до 14 сm. Често се развива самостоятелно или в комбинация с хейландит, калцит и други минерали, както и като агент в някои пясъчници и конгломерати. Понякога е възможно да се намери и във вторични жили от гранат и гнайс. Агрегатите са сноповидни, радиалнолъчеви или сферолитови.

## Структура
Стилбитът е минерал с псевдоромбична кристална структура. Тетраедричният скелет е изграден от пръстени от по 4, 8 и 10 тетраедъра. Калциевите атоми са обкръжени от 8Н2О, без да се свързват с кислородните атоми от скелета. Натриевите атоми са привързани към водни молекули и кислородни атоми от тетраедричния скелет. Кристалите на стилбита са кръстовидни, проникващи срастъци с ромбична симетрия.

## Физически характеристики
- Цвят — бял, жълт до кафяв или червен[1]
- Черта — бяла[6]
- Прозрачност — прозрачен до полупрозрачен[3][4]
- Блясък — стъклен, бисерен[6]
- Твърдост по скалата на Моос — 3,5-4[1]
- Плътност — 2,18 – 2,23 g/cm3[3][4]
- Относително тегло — 2,09-2,20[1]
- Радиоактивност — 0[5]
- Цепителност — съвършена по (010)[1][2]
- Молекулно тегло — 2883,86

## Кристалографски свойства
- Кристална структура — псевдоромбична[1]
- Сингония — моноклинна[6]
- Лом — мидест[2]

## Други характеристики
- Клас —- силикати, зеолит
- Група — стилбитова[1]
- IMA статус — Стилбит-Са – действителен, описан през 1801 г., стилбит-Na - утвърден през 1998 г.[5]
- Свързани минерали — зеолити, силикати, калцит, кварц, клиноптилолит, хейландит[3][4][7]
- Произход на името — от гръцката дума за „блясък“[5]
- Особености – Топи се на пламъка на свещ и лесно се разтваря в солна киселина.[6]

## Находища
Стилбитът обикновено се среща като жили или в празнини на андезита и подобни вулканични скали. Двата вида стилбит имат различно разпространение в земната кора, като стилбит-Са се среща много по-често от стилбит-Nа. В България стилбит може да се намери край Давидково, Смолянско.
Стилбит-Са се среща на много места по света:
- Европа – Австрия (Щирия и Тирол), Белгия, Великобритания (Англия, Шотландия и Северна Ирландия), Германия (Бавария, Саксония, Тюрингия), Ирландия, Исландия, Испания (Арагона, Галиция и около Мадрид), Италия (Лигурия, Ломбардия, Пиемонт, Трентино), Молдова, Норвегия, Полша (Долна Силезия), Румъния, Словакия, Украйна, Унгария, Франция, Чехия (Бохемия и Моравия), Швейцария.

- Азия – Далечния изток и Сибир в Русия, о. Хоншу в Япония, Казахстан и Индия (Махаращра). Нежно розовите кристали на стилбита в комбинация със зеленикавия апофилит са много характерни за платото Пуна в щат Махаращра, Индия.[5]

- Северна Америка – Канада (Северозападните територии, Квебек, Нова Скотия), САЩ (Аляска, Калифорния, Колорадо, Кънектикът, Айдахо, Мейн и др.)

- Южна Америка – Бразилия (Рио Гранде и Санта Катарина)

- Африка – Мароко, по р. Лимпопо в РЮА.

Стилбит-Nа се среща само на няколко места в света:
- Европа – Италия (Пиемонт и Сардиния)

- Северна Америка – САЩ (Аляска, Пенсилвания, Юта и Вашингтон)

- Азия – Индия (Махаращра) и Япония (префектура Фукуока)

- Австралия – щатите Виктория и Южна Австралия